# Падука Махаді бін Хаджі Васлі
Дато Падука Махаді бін Хаджі Васлі (Dato Paduka Mahadi bin Hadj Wasli) — брунейський дипломат. Надзвичайний та Повноважний Посол Брунею в Україні за сумісництвом (2004—2007).

## Життєпис
У 1994—1997 рр. — працював заступником Генерального секретаря АСЕАН.
У 1997—2001 рр. — Надзвичайний та Повноважний Посол Брунею в Німеччині, з резиденцією в Бонні, Берліні.
У 1999—2001 рр. — Постійний представник Брунею при міжнародних організаціях ООН в Женеві. Надзвичайний та Повноважний Посол Брунею в Швейцарії.
У 2001—2007 рр. — Надзвичайний та Повноважний Посол Брунею в РФ.
У 2004—2007 рр. — Надзвичайний та Повноважний Посол Брунею в Україні за сумісництвом. У 2004 році сприяв візиту Султана Брунею Хассанал Болкіаха в Україну.
З 10 липня 2007 по 29 серпня 2013 — Надзвичайний та Повноважний Посол Брунею у В'єтнамі.

## Автор праць
- The roles of Asean Free Trade Area (AFTA) in the context of growth triangles / by: Mahadi Bin Haji Wasli, Publisher: Kuala Lumpur S.n. 1994[9]